# Омская операция
Омская операция — наступательная операция 3-й и 5-й армий Восточного фронта РККА (командующий фронтом В. А. Ольдерогге) против сил Русской армии в ноябре 1919 года.

## История
Наступление Красной армии началось 4 ноября после окончания успешной для неё Петропавловской операции. Белые войска были сосредоточены для обороны Омска вдоль Иртыша. 5-я армия РККА наступала вдоль Транссиба, а 3-я армия вдоль железной дороги Ишим — Омск. Одновременно 59-я стрелковая дивизия и 13-я кавалерийская дивизия красных развернули наступление на Кокчетав и Атбасар против войск А. И. Дутова.
Из-за ледохода на Иртыше, делавшего переправу через реку невозможной, белое командование рассматривало возможность поворота отступающей на восток армии на юг, с целью отвести её затем на Алтай.
10 ноября начался сильный мороз, Иртыш замёрз и стала возможна переправа через него. Командованием белых было решено закончить спешно эвакуацию, уничтожить все военные запасы в Омске и отводить армии на восток; собрать резервы на линии Татарска или на линии Томск-Новониколаевск, чтобы там дать новое сражение всеми силами, включая 1-ю армию Пепеляева, отведённую ранее в тыл.
13 ноября из Омска выехали пять поездов, составлявших личный штаб Верховного Правителя адмирала Колчака, один из них с золотым запасом. Назначенный 4 ноября главнокомандующим К. В. Сахаров со своим штабом выехал из Омска на восток 14 ноября.
В ночь с 13 на 14 ноября 1919 года 242-й Волжский стрелковый полк РККА скрытно переправился по льду на восточный берег Иртыша, красноармейцы без единого выстрела заняли станцию Омск, здания вокзала и к утру разоружили 7 тыс. белых солдат и офицеров, находившихся в эшелонах. Утром 14 ноября ими был взят в плен белогвардейский генерал Римский-Корсаков, прибывший на место службы. Взятие Омска было настолько неожиданным, что колчаковские учреждения были захвачены при нормальном режиме работы.
Красные войска почти не встречая сопротивления подошли к Омску и 15 ноября без боя заняли город. 2-я и 3-я армия белых отступили к Новониколаевску и Томску.
Благодаря успешно проведённой операции войска РККА заняли богатые хлебом районы Сибири и получили возможность дальнейшего наступления против войск Колчака.

## Последующие события
За взятие Омска все бойцы, командиры и политработники 3-й и 5-й армий РККА были награждены месячным жалованием. 27-я стрелковая дивизия РККА была отмечена революционным Красным знаменем и получила почётное наименование Омской. Приказом Реввоенсовета командующий 5-й армией М. Н. Тухачевский был награждён Почётным золотым оружием.

## Состав Красной Армии
5 Армия
- 5 стрелковая дивизия;
- 26 стрелковая дивизия;
- 27 стрелковая дивизия;
- 35 стрелковая дивизия;
- 59 стрелковая дивизия (до 27 ноября 54 СД);
- Сводная кавалерийская дивизия (с 20 ноября 13 СД);
- 2 Крепостная бригада;
- Степная бригада.

3 Армия
- 29 стрелковая дивизия;
- 30 стрелковая дивизия;
- 51 стрелковая дивизия;

Все дивизии имели по 3 бригады.

## Состав Русской Армии
2 Армия
- 7 пехотных дивизий;
- 3 кавалерийские дивизии.

В общей сложности 9 тяжёлых и 49 лёгких орудий, 278 пулемётов.
3 Армия
- войсковая группа Доможирова;
- войсковая группа Степная;
- войсковая группа Уральская;
- войсковая группа Волжская;
- войсковая группа Уфимская.

В общей сложности 12 пехотных дивизий, 7,5 кавалерийских дивизий, 23 тяжёлых и 107 лёгких орудий, 476 пулемётов.